# Christian VI của Đan Mạch
Christian VI (30 tháng 11 năm 1699 – 6 tháng 8 năm 1746) là vua của Đan Mạch và Na Uy từ năm 1730 đến 1746. Là con trai cả của Frederik IV và Louise xứ Mecklenburg-Güstrow, ông là một chính trị gia tài giỏi, nổi tiếng với chế độ độc tài của mình. Ông là vị vua đầu tiên của Vương tộc Oldenburg không tham gia bất kỳ cuộc chiến nào. Khẩu hiệu của ông là " Deo et populo " (vì Chúa và dân chúng).

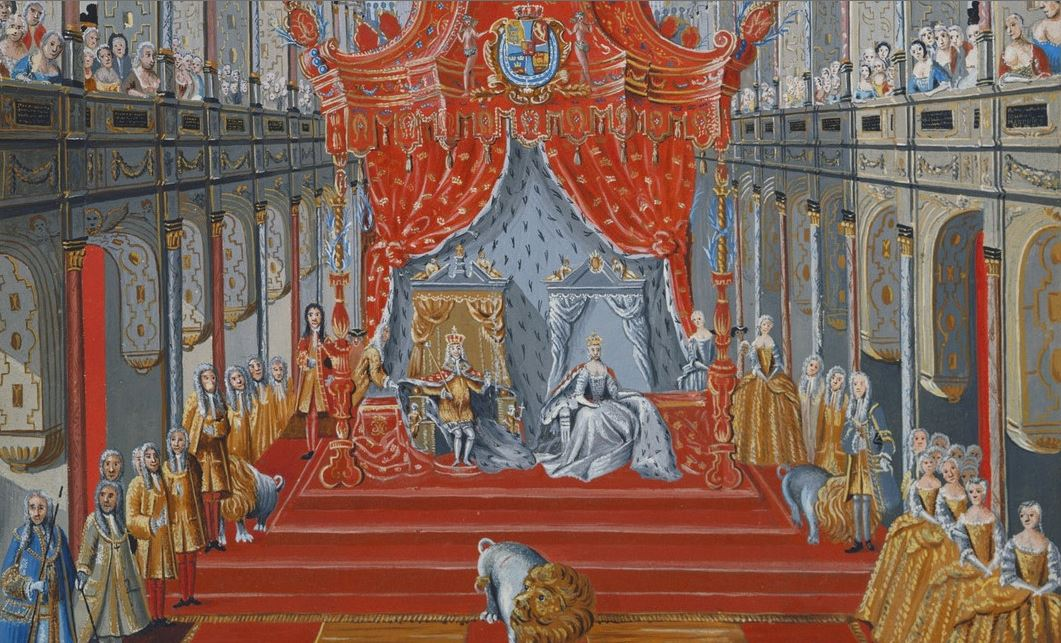
Lễ đăng quang của Christian VI, 1731

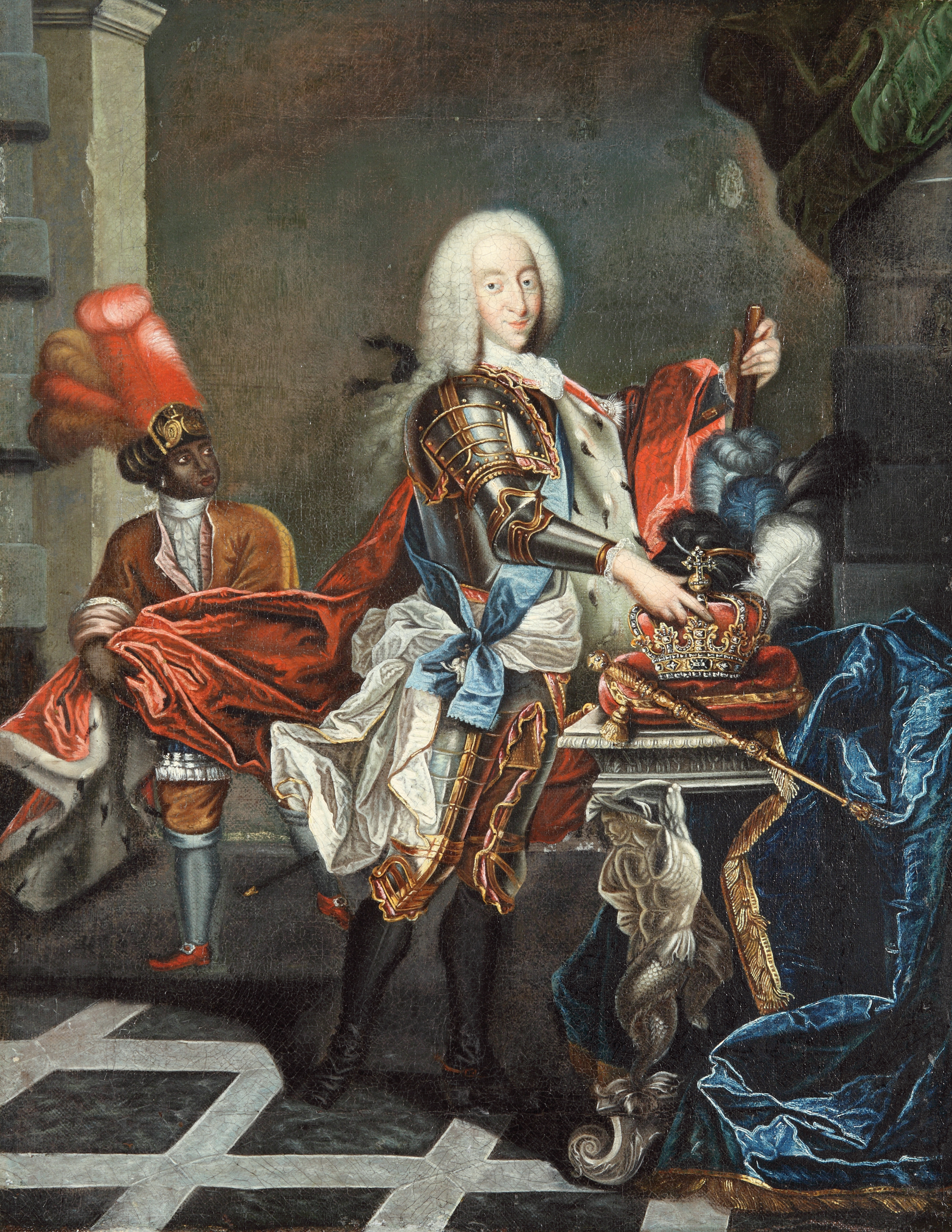
Christian VI đặt tay lên vương miện

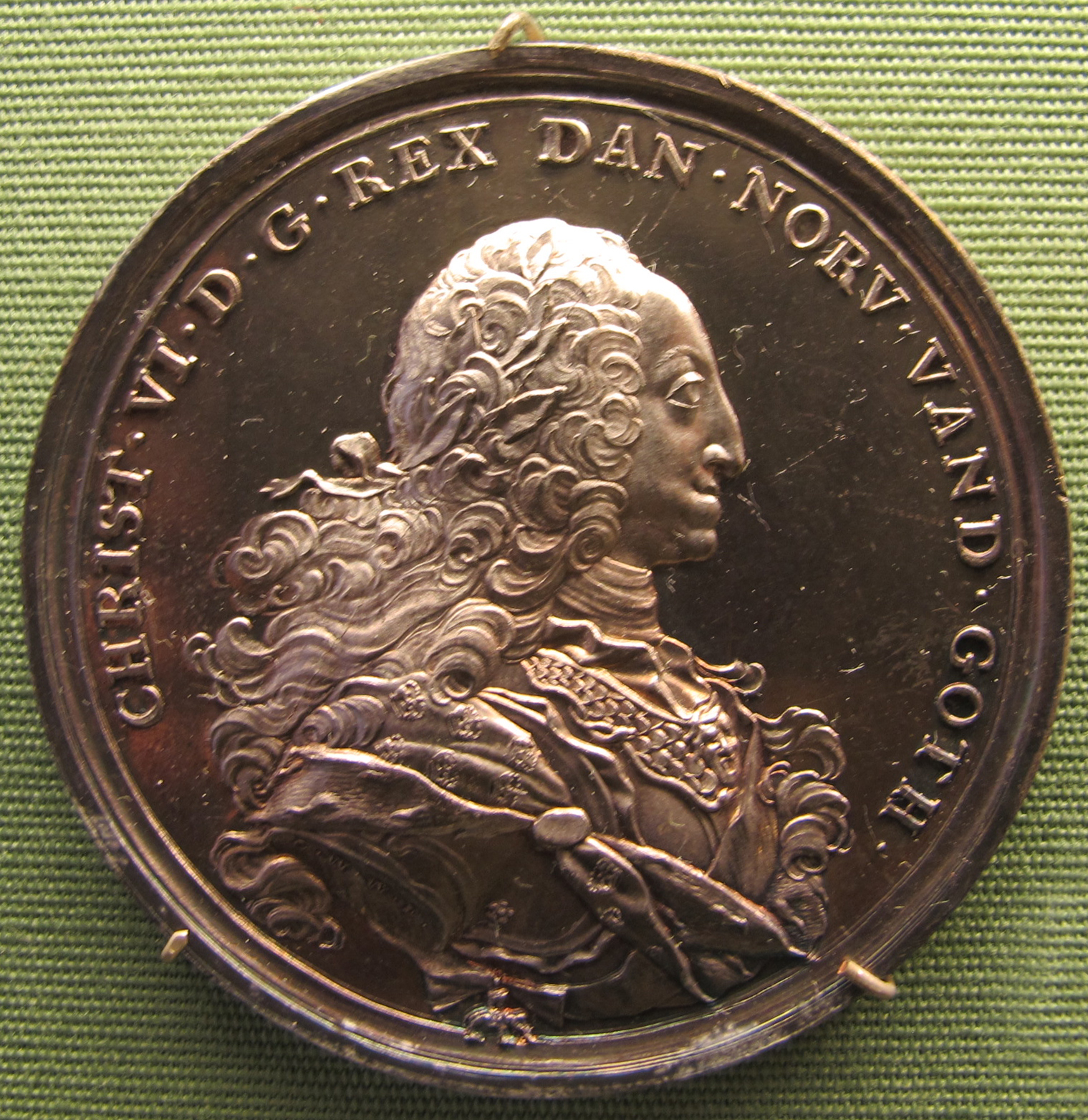
Đồng bạc in hình Christian VI, năm 1736.